# Ulica Nowowiejska (Varsovie)
Ulica Nowowiejska est rue de l'arrondissement de Śródmieście (centre-ville) à Varsovie.

## Lieux et édifices remarquables
- Campus de l'École polytechnique de Varsovie
  - Immeuble de l'école polytechnique de Varsovie (pl) n°1 Plac Politechniki
  - Faculté d'électronique et de technologie de l'information de Varsovie (pl) (n° 15/19)
  - Monument à la mémoire des professeurs de l'Université de technologie de Varsovie ayant participé aux actions V1 et V2 (pl)
  - Immeuble de l'Institut de technologie thermique de l'Université de technologie de Varsovie (pl) (n° 21/25)
  - Faculté de génie électrique et aéronautique, Université de technologie de Varsovie (pl) n°24
- Abri Ringstand 58c (surnommé Tobrouk) (n° 26, à l'intersection avec Aleja Niepodległości)
- Agence de la propriété militaire (pl) (n° 26a)
- Hôpital Nowowiejski (n° 27)
- lycée XIV - Stanisława Staszica (pl) (n° 37a)
- Station de filtrage de Varsovie (pl)

## Sources
- (pl) Cet article est partiellement ou en totalité issu de l’article de Wikipédia en polonais intitulé « Ulica Nowowiejska w Warszawie » (voir la liste des auteurs).